# Hoverboard

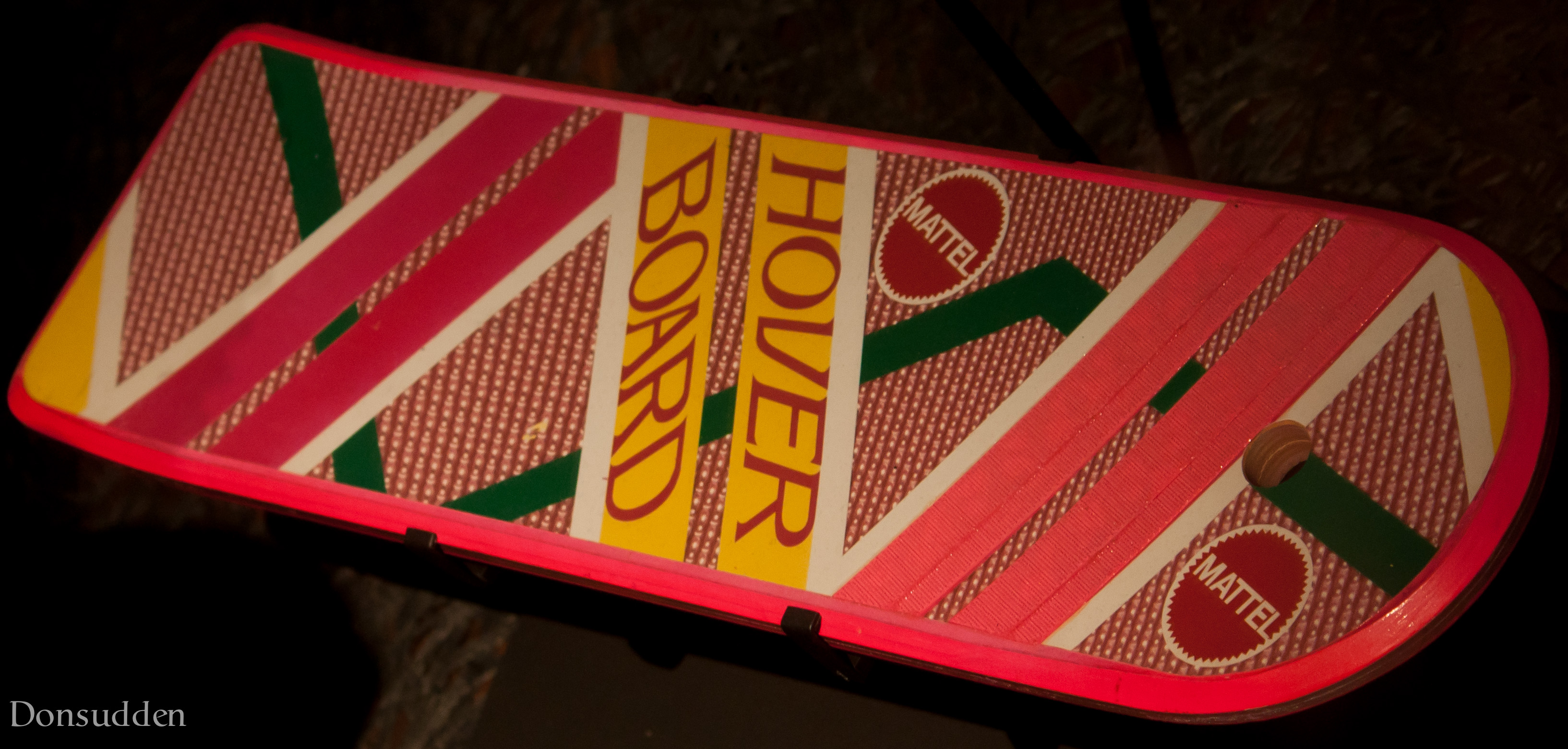
Un 'hoverboard' de la pel·lícula Retorn al futur 2.

Un hoverboard, o monopatí volador, és un monopatí levitador utilitzat per al transport personal, semblant a un monopatí, però sense rodes.
Apareix en les pel·lícules de Back to the Future Part II i Back to the Future Part III.A través dels efectes especials del cinema les taules apareixen sobre el sòl. Durant la dècada de 1990 va haver-hi rumors, alimentats pel director Robert Zemeckis, que els hoverboards eren una realitat, però que no havien estat comercialitzats per ser considerats massa perillosos per un grups de pares. Aquests rumors han estat concloentment desacreditats.

## Merchandising
Algunes empreses amb l'esperança d'aprofitar l'èxit comercial de les pel·lícules, han comercialitzat aerolliscadors com patinets voladors, però aquests productes no han demostrat que repliquin l'experiència representada en les pel·lícules. Amb posterioritat al cinema, el concepte hoverboard ha estat reutilitzat per molts autors en diversos mitjans de comunicació, en universos de ficció que no estan directament relacionats amb Back to the Future.

## Récords reals
Guinness World Records reconeix el terme hoverboard per incloure levitadors personals amb autonomia. El maig de 2015, l'inventor canadenc nascut a Romania, Cătălin Alexandru Duru, va establir un rècord mundial Guinness viatjant a una distància de 279,9 metres (302 m) a una alçada de fins a 5 m (16 peus) sobre un llac, en un hoverboard autònom de disseny propi.
El 30 d'abril de 2016, Guinness World Records va reconèixer un nou rècord de 2.252,4 m. El Flyboard Air alimentat per propulsió per motors de reacció, va permetre a Franky Zapata, a Sausset-les-Pins, França, vèncer el rècord anterior de gairebé 2 km. Un altre mètode per aconseguir l'auto-levitació és la superconductivitat, utilitzada pel hoverboard de Slide.
El 22 de març de 2023, un francès anomenat Damien Dolata va presentar a YouTube la primera versió funcional d'un "hoverboard" anomenat Ripulse. De moment, aquest "hoverboard" és capaç de fer aixecar una persona amb un pes d'aproximadament 30 kg per sobre del terra. Està compost per 4 propulsors magneto-rotatius que creen una corrent de Foucault en un sòl conductor.